# روبرت لورد
روبرت لورد (بالإنجليزية: Robert Lord)‏ هو منتج أفلام وكاتب وكاتب سيناريو أمريكي، ولد في 1 مايو 1900 في شيكاغو في الولايات المتحدة، وتوفي في 5 أبريل 1976 في لوس أنجلوس في الولايات المتحدة بسبب نوبة قلبية.

## وصلات خارجية
- روبرت لورد على موقع IMDb (الإنجليزية)
- روبرت لورد على موقع ألو سيني (الفرنسية)
- روبرت لورد على موقع أول موفي (الإنجليزية)
- روبرت لورد على موقع قاعدة بيانات الأفلام السويدية (السويدية)
- روبرت لورد على موقع قاعدة بيانات الفيلم (الإنجليزية)
- روبرت لورد على موقع كينوبويسك (الروسية)